# Bunkerbouwer

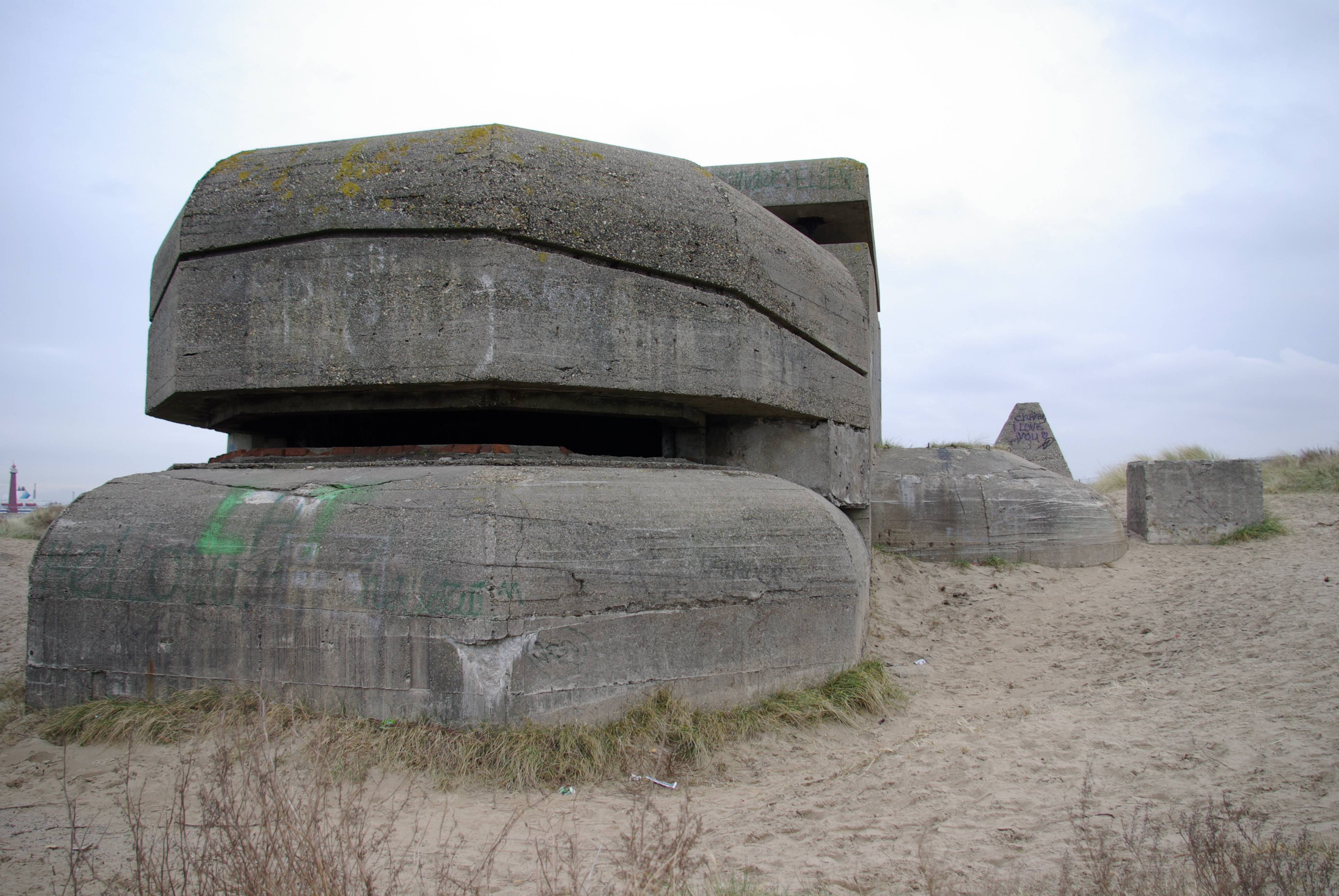
Bunker in het Heerenduin bij IJmuiden

Een bunkerbouwer is de term die tijdens en na de Tweede Wereldoorlog gebruikt werd voor opzichtige oorlogsprofiteurs die zaken deden met de militaire bezetter.
De term verwijst met name naar de aannemers die voor de nazi's in oorlogstijd bunkers en militaire vliegvelden in Nederland aanlegden. Deze economische collaboratie werd na de oorlog in sommige gevallen bestraft. Industriële ondernemingen die collaboreerden met de bezetter werden minder vaak gestraft vanwege hun betere toegang tot hogere kringen. Sommige bedrijven die zich hadden ingespannen voor de nazi's groeiden na de oorlog uit tot bekende bedrijven. Bekende bedrijven die de benaming 'Bunkerbouwer' kregen waren de Amsterdamse Ballast Maatschappij, dat zich ontwikkelde tot Ballast Nedam, en de Hollandsche Beton Mij. In het algemeen stelden Nederlandse aannemers zich coöperatief op ten aanzien van de Organisation Todt, de Duitse organisatie die verantwoordelijk was voor de aanleg van de Atlantikwall. In totaal waren ongeveer 50.000 Nederlanders actief voor de Organisation Todt. De omstreden vastgoedontwikkelaar Reinder Zwolsman had ten onrechte de naam een bunkerbouwer geweest te zijn.
Minder ernstige vormen van werken voor de bezetters, zoals het maken van pasfoto's van Duitse militairen, werden na de oorlog ook wel onder de noemer 'bunkerbouwer' geschaard.

## Vervolging na de oorlog
De aannemers die zich met het bouwen van bunkers of militaire vliegvelden voor de Duitsers hadden ingespannen, moesten zich hiervoor na de oorlog verantwoorden in het kader van bijzondere rechtspleging. De Amsterdamse Ballast Maatschappij met bestuursvoorzitter Phons de Vilder en de Hollandsche Beton Mij werden door de rechtbank schuldig bevonden aan economische collaboratie. Ze werden ontslagen van rechtsvervolging omdat ze in mei en juni 1940 met het college van secretarissen-generaal en een afgevaardigde van de oud-bevelhebber van het Nederlandse leger Henri Winkelman overleg hadden gevoerd over het aannemen van opdrachten van de Duitse bezetter. De instructies die zij in deze gesprekken hadden gekregen waren naar het oordeel van het Haags Bijzonder Gerechtshof opgevolgd.